# Lucasium
Lucasium — рід геконоподібних ящірок родини диплодактилідів (Diplodactylidae). Представники цього роду є ендеміками Австралії.

## Види
Рід Lucasium нараховує 14 видів:
- Lucasium alboguttatum (F. Werner, 1910)
- Lucasium bungabinna Doughty & Hutchinson, 2008
- Lucasium byrnei (Lucas & C. Frost, 1896)
- Lucasium damaeum (Lucas & Frost, 1896)
- Lucasium immaculatum (Storr, 1988)
- Lucasium iris Vanderduys, Hoskin, Kutt, J.M. Wright & Zozaya, 2020[4]
- Lucasium maini (Kluge, 1962)
- Lucasium microplax Eastwood, Doughty, Hutchinson & Pepper, 2020
- Lucasium occultum (King, 1982)
- Lucasium squarrosum (Kluge, 1962)
- Lucasium steindachneri (Boulenger, 1885)
- Lucasium stenodactylus (Boulenger, 1896)
- Lucasium wombeyi (Storr, 1978)
- Lucasium woodwardi (Fry, 1914)

## Етимологія
Рід Lucasium був названий на честь Артура Генрі Шекспіра Лукаса, австралійського ботаніка і герпетолога.